# Chuck Lorre

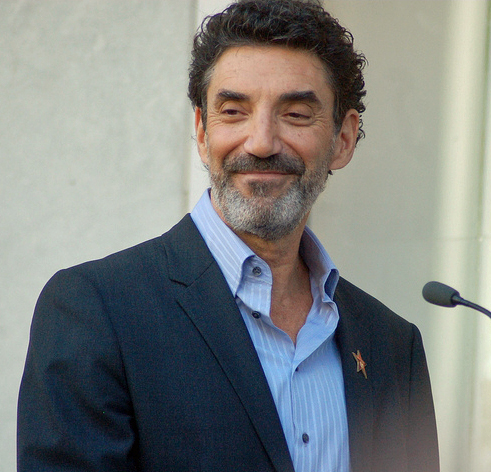
Chuck Lorre, 2011

Chuck Lorre (* 18. Oktober 1952 auf Long Island, New York als Charles Michael Levine) ist ein US-amerikanischer Fernsehproduzent, Drehbuchautor, Regisseur, Komponist und kreativer Berater. Er entwickelte die Fernsehserien The Big Bang Theory, Grace, Cybill, Dharma & Greg, Mom, Two and a Half Men, Young Sheldon und The Kominsky Method. Zudem war er Executive Producer der Serien Mike & Molly und Roseanne.

## Leben

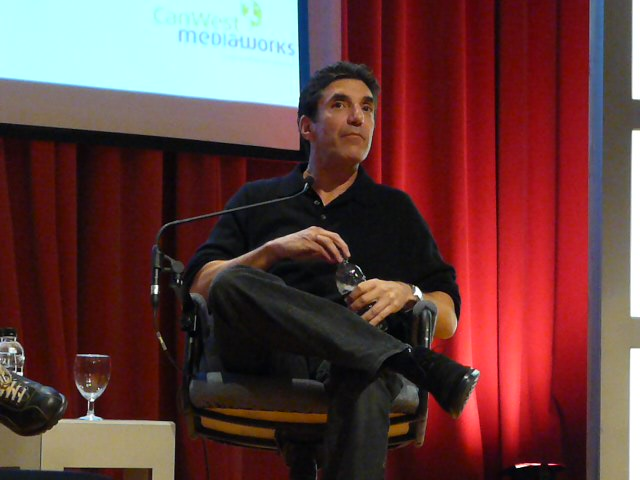
Chuck Lorre, 2007

Chuck Lorre besuchte die State University of New York in Potsdam (New York), die er jedoch nach zwei Jahren wieder verließ. Danach ging er in den USA als Gitarrist und Songwriter auf Tour. Er schrieb unter anderem den Song French kissin’ in the USA, den Debbie Harry für ihr 1986 erschienenes Album Rockbird aufnahm. Ab 1986 konzentrierte er sich jedoch auf das Fernsehen.
Lorre war in zweiter Ehe mit der Schauspielerin Karen Witter verheiratet. Er hat zwei Kinder aus erster Ehe.
Am 12. März 2009 wurde er mit einem Stern auf dem Hollywood Walk of Fame ausgezeichnet. Am 25. August 2015 wurde ein Asteroid nach ihm benannt: (8629) Chucklorre.

## Vanity cards
Ans Ende des Abspanns vieler Episoden von ihm produzierter Serien (Dharma & Greg, The Big Bang Theory, Cybill, Grace Under Fire, Mike & Molly sowie Two and a Half Men, Young Sheldon und Mom) platzierte er eine Nachricht, die nur für etwa eine bis drei Sekunden zu sehen ist und meist eine persönliche Ansicht von ihm beinhaltet. In einigen Fällen wurden diese durch CBS zensiert. Im deutschsprachigen Raum sind diese im Fernsehen oft nicht zu sehen, weil ein eigener oder kein Abspann verwendet wird. Bei Streamingdiensten wie Netflix werden die Vanity Cards aber gezeigt.

## Filmografie

### Als Schauspieler
- 2015: Two and a Half Men (Staffel 12, Folge 16 (Cameo))

### Als Produzent
- 1990–1992: Roseanne
- 1997–2002: Dharma & Greg (119 Folgen)
- 2001: Last Dance
- 2001: Nathan’s Choice
- 2002: Two Families
- 2003–2015: Two and a Half Men (262 Folgen)
- 2007–2019: The Big Bang Theory (279 Folgen)
- 2010–2016: Mike & Molly (127 Folgen)
- 2013–2021: Mom (170 Folgen)
- 2017–2018: Disjointed (20 Folgen)
- 2017–2024: Young Sheldon
- 2018–2021: The Kominsky Method
- 2019–2024: Bob Hearts Abishola
- 2020–2022: B Positive
- 2021–2022: United States of Al
- 2023–2025: Bookie
- seit 2024: Georgie & Mandy (Georgie & Mandy’s First Marriage)
- seit 2025: Leanne

### Als Regisseur
- 1998–2002: Dharma & Greg (4 Folgen)
- 2003: Two and a Half Men (1 Folge)
- 2018–2021: The Kominsky Method (2 Folgen)
- 2019: The Big Bang Theory: Unraveling The Mystery: A Big Bang Farewell (Serienspecial)
- 2023: Bookie (1 Folge)

### Als Komponist
- 1987: Can’t Buy Me Love (Autor für French Kissin)
- 1989: Die Wilde von Beverly Hills (Autor für French Kissin’ in the USA)
- 1989: California Raisins
- 1987–1989: Ninja Turtles (65 Folgen)
- 1990: Barnyard Commandos (Titelmusik)
- 1991: Teenage Mutant Ninja Turtles: The Turtles Awesome Easter
- 2003–2015: Two and a Half Men (Titelmusik)
- 2020: B Positive (Titelmusik)

### Als Dramaturg und kreativer Berater
- 1988: Beany and Cecil (2 Folgen) (Dramaturg)
- 1994–1995: Grace (26 Folgen) (kreative Beratung)

### Als Drehbuchautor
- 1984: Heathcliff und Riff Raff
- 1984: Pole-Position (unbekannte Anzahl Folgen)
- 1985: M.A.S.K. (unbekannte Anzahl Folgen)
- 1985: Muppet Babies (1 Folge)
- 1986: Defenders of the Earth – Die Retter der Erde (1 Folge)
- 1987: Charles in Charge (2 Folgen)
- 1988: Beany and Cecil (2 Folgen)
- 1987–1990: Ein Vater zuviel (12 Folgen)
- 1991: The Toxic Crusaders (1 Folge)
- 1990–1992: Roseanne (12 Folgen)
- 1993–1998: Grace (112 Folgen)
- 1995–1998: Cybill (17 Folgen)
- 2001: Nathan’s Choice
- 1998–2002: Dharma & Greg (64 Folgen)
- 2008: CSI: Den Tätern auf der Spur (1 Folge)
- 2003–2015: Two and a Half Men (262 Folgen)
- 2007–2019: The Big Bang Theory (159 Folgen)
- 2010–2016: Mike & Molly (56 Folgen)
- 2013–2021: Mom (82 Folgen)
- 2017–2018: Disjointed (3 Folgen)
- 2017–2024: Young Sheldon (70 Folgen)
- 2018–2021: The Kominsky Method (22 Folgen)
- 2019–2024: Bob Hearts Abishola (38 Folgen)
- 2020–2022: B Positive (15 Folgen)
- 2021–2022: United States of Al (18 Folgen)
- 2023–2025: Bookie (16 Folgen)
- seit 2024: Georgie & Mandy (Georgie & Mandy’s First Marriage, 4 Folgen)
- seit 2025: Leanne (4 Folgen)

## Auszeichnungen
Bisher gewann Chuck Lorre in fünf Kategorien eine Auszeichnung und wurde für neun weitere nominiert:
| Jahr | Auszeichnung       | Kategorie                          | Ausgezeichnet für              |
| ---- | ------------------ | ---------------------------------- | ------------------------------ |
| 1992 | Humanitas Prize    |                                    | Roseanne                       |
| 1999 | WGA Award (TV)     |                                    | Dharma & Greg                  |
| 2000 | WGA Award (TV)     |                                    | Dharma & Greg                  |
| 2004 | Emmy Award         | Bestes Titellied                   | Two and a Half Men             |
| 2004 | BMI TV Music Award |                                    | Two and a Half Men (gewonnen)  |
| 2005 | BMI TV Music Award |                                    | Two and a Half Men (gewonnen)  |
| 2006 | Emmy Award         | Beste Comedyserie                  | Two and a Half Men             |
| 2006 | PGA Award          | Fernsehproduzent des Jahres        | Two and a Half Men             |
| 2007 | Emmy Award         | Beste Comedyserie                  | Two and a Half Men             |
| 2008 | Emmy Award         | Beste Comedyserie                  | Two and a Half Men             |
| 2008 | BMI TV Music Award |                                    | Two and a Half Men (gewonnen)  |
| 2009 | TV Land Award      | Future Classic Award               | Two and a Half Men (gewonnen)  |
| 2018 | Golden Globe Award | Beste Serie – Komödie oder Musical | The Kominsky Method (gewonnen) |
| 2019 | Golden Globe Award | Beste Serie – Komödie oder Musical | The Kominsky Method            |

2016 zeichnete die Young Academy of Sweden Chuck Lorre zusammen mit David Saltzberg, Steve Molaro und Bill Prady für ‘The Big Bang Theory’ mit dem Torsten Wiesel Midnight Sun Award for Distinguished Achievement in Promoting Science aus.